# أندرو سيريل
أندرو سيريل (بالإنجليزية: Andrew Cyrille)‏ هو موزع أمريكي، ولد في 10 نوفمبر 1939 في بروكلين في الولايات المتحدة.

## وصلات خارجية
- أندرو سيريل على موقع ميوزك برينز (الإنجليزية)
- أندرو سيريل على موقع أول ميوزيك (الإنجليزية)
- أندرو سيريل على موقع ديسكوغز (الإنجليزية)